# Grote moskee van Baiturrahman
De Grote moskee van Baiturrahman staat in de Indonesische stad Banda Atjeh (Sumatra).
Oorspronkelijk stond op deze plek een moskee uit 1612, die gebouwd was tijdens het bewind van Iskandar Muda (1607–1636), de twaalfde sultan van het sultanaat Atjeh. Mogelijk stond er daarvoor al een oudere moskee uit 1292. De moskee uit 1612 werd in 1873 vernietigd tijdens de Eerste Atjehexpeditie. In 1879 werd begonnen met de bouw van de huidige moskee. Dit werd gedaan door de Nederlanders en was bedoeld om de band met de bevolking van Atjeh enigszins te herstellen. Het ontwerp in Mogolstijl kwam van de Nederlandse architect Gerrit Bruins en werd aangepast door L.P. Luijks. De eerste steen werd gelegd door Tengku Qadhi Malikul Adil die ook de eerste imam van de moskee zou worden. Het gebouw werd opgeleverd op 27 december 1881. Veel inwoners weigerden om in deze moskee te bidden omdat deze door hun vijand gebouwd was.
Toen de moskee werd opgeleverd had deze slechts één koepel en één minaret. Vanaf 1935 is het gebouw een paar keer uitgebreid. Het heeft nu zeven koepels en acht minaretten. Tijdens de aardbeving van 2004 werd het gebouw slechts licht beschadigd en diende tijdelijk als opvang voor ontheemden.